# Armenhof
Armenhof ist ein Ortsteil der Gemeinde Dipperz im osthessischen Landkreis Fulda. Nach dem Kernort ist Armenhof mit rund 470 Einwohnern der größte Ortsteil.

## Geographische Lage
Armenhof ist rund zwei Kilometer vom Kernort Dipperz entfernt und liegt nördlich davon in der Rhön, und zwar im Talsystem der Wanne, einem rechten östlichen Zufluss der Haune. Die Gemarkungsfläche beträgt 242 Hektar (1961), davon sind 123 Hektar bewaldet.

## Geschichte
Armenhof wurde im Jahr 1248 erstmals urkundlich erwähnt. 1702 erwarb das Stift Fulda den Hof von denen von Romrod.
Im Zuge der Gebietsreform in Hessen verloren letzte kleine Gemeinden wie Armenhof kraft Gesetzes ihre Eigenständigkeit. So wurden mit Wirkung vom 1. August 1972 die Gemeinden Armenhof, Dipperz, Dörmbach, Finkenhain, Friesenhausen, Kohlgrund, Wisselsrod und Wolferts zu einer Gemeinde mit dem Namen Dipperz zusammengeschlossen.

## Verkehr
Durch Armenhof führt die Landesstraße 3379, die den Ort mit Dipperz und über Margretenhaun mit Fulda verbindet.